# 恋するアミパラ
『恋するアミパラ』（こいするアミパラ）はテレビ朝日で1998年10月3日から1999年3月27日まで毎週土曜9:30 - 11:20(JST)に放送された生放送の情報番組である。
アミパラとは“アミューズメントパラダイス”の略。
しかし、この番組も約6か月で終了。前々々番組『OH!エルくらぶ』以来13年間続いた土曜日の生放送情報ワイド番組はこの番組をもって一度打ち切られることとなった。

## 出演者
- 松岡昌宏（TOKIO）
- 加藤紀子
- パイレーツ
- 佐藤康恵
- 岡部玲子
- 伊藤雅子
- 鈴里真帆
- 小島嵩弘
- 山本百合子（ナレーター）
- 印南優貴（モデル）

## 番組テーマ曲
「Sun Dance」DIMENSION （アルバム「11th Dimension “Key”」収録）
| テレビ朝日 土曜 9:30 - 11:20 枠 | テレビ朝日 土曜 9:30 - 11:20 枠 | テレビ朝日 土曜 9:30 - 11:20 枠                                                             |
| 前番組                          | 番組名                          | 次番組                                                                                      |
| ------------------------------- | ------------------------------- | ------------------------------------------------------------------------------------------- |
| 女神のちからこぶ                | 恋するアミパラ                  | 渡辺篤史の建もの探訪（9:30 - 9:55）不明（9:55 - 10:55）特捜TV!ガブリンチョ（10:55 - 11:45） |

| スタブアイコン | サブスタブ | この項目は、まだ閲覧者の調べものの参照としては役立たない、テレビ番組に関連した書きかけの項目です。この項目を加筆・訂正などしてくださる協力者を求めています（P:テレビ/PJ:放送または配信の番組）。 |